# Kasteel Hulstlo

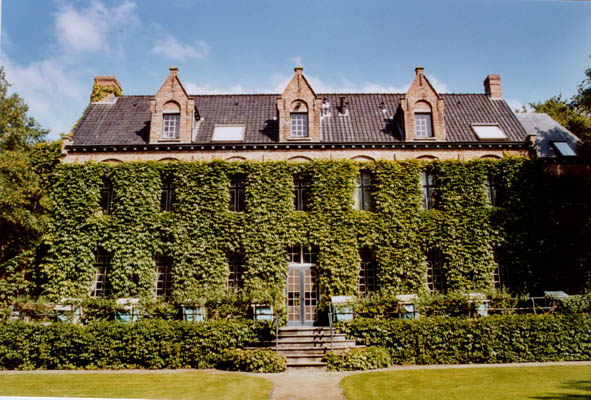
Kasteel Hulstlo in Beernem

Kasteel Hulstlo is een landgoed in de West-Vlaamse plaats Beernem, gelegen aan Sint-Jorisstraat 82.

## Geschiedenis
Het zogenaamde 'Kasteel Hulstlo' is eigenlijk een landgoed en werd rond 1761 gebouwd. Het jaartal stond in een steen, ingemetseld in de gevel van het gebouw. Het landgoed was gebouwd binnen de voormalige heerlijkheid Sotscore. Het domein was volledig omwald door een authentieke slotgracht. Dit prachtige landgoed deed soms dienst als buitenverblijf of als jachtpaviljoen, maar het werd ook verschillende jaren verpacht. De eerste eigenaar was Anthonius Josephus Vander Vliert (°1695 +1765). Hij was afkomstig van 's-Hertogenbosch en een achterneef van de bisschop van Brugge Hendrik Jozef van Susteren. 

## Opeenvolgende families-eigenaars
Anthonius Vander Vliert was ook eigenaar van het Kasteel Kevergem te Steenbrugge. Antonius Josephus Vander Vliert ligt samen met zijn echtgenote Marie Gertrudis Vercamp begraven in de Onze-Lieve-Vrouwekerk (Brugge), naast de sacristie, onder een witte marmeren steen versierd met zijn wapenschild. Tijdens de tweede helft van 18-de eeuw verbleef zijn zoon Andreas Vander Vliert (°1730 +1790) regelmatig op de locatie Hulstloo en hij is er ook gestorven. Hij overleed op 25 juni 1790 en werd in Beernem begraven. Gezien het graf van Andreas Vander Vliert zich waarschijnlijk bevond vóór de ingang van de oude Sint-Amanduskerk, is de kans groot dat het graf door de uitbreiding van de kerk rond 1900 is verdwenen. 
De familie Vander Vliert woonde toen in de Gouden-Handstraat in Brugge en gebruikte het landgoed als buitenverblijf. Een broer van Anthonius, Hubertus Vander Vliert (°1691 +1765) werd kanunnik van de Sint-Donaaskathedraal in Brugge en schonk in 1754 een relikwie van de H. Hubertus van Luik aan de Kerk van Beernem.
Joanna Vander Vliert (°1733 +1810) dochter van Anthonius trouwde met Pieter Paulus De Blaeuwe (°1717 +1786) en zo kwam het goed Hulstlo in handen van deze familie. Pieter De Blaeuwe was raed-pensionnaris der stad Brugge ende greffier der fortificatien. Pensionaris was de aanduiding voor de voornaamste adviseur in dienst van een stad of gewest, de functie werd soms ook aangeduid als stadspensionaris. Het kasteel kreeg in de volksmond de naam Blaeuw Kasteel of De Blaeuwes Kasteel.
Een kleindochter van Pieter Paulus De Blaeuwe, Isabelle Joanna Carolina De Blaeuwe (°1795 +1876) trouwde met Auguste de Schietere De Lophem (°1799 +1868) zoon van Jonker Thomas-Louis de Schietere de Lophem (°1769 +1824). Zij woonden er enkele jaren, maar toen het koppel scheidde en Auguste de Schietere de Lophem naar Ohio-Amerika vertrok, om het daar als brouwer te proberen, zien we vrouw Auguste de Schietere de Lophem terug als eigenares.
Franciscus Livinus Alphonsius Sioen (°1808 +1855) was de zoon van Petrus Josephus Sioen (°1765 +1842) en Barbara Regina Lesage (+1817) een houthandelaar uit Westrozebeke. Franciscus had zich gevestigd te Brugge als handelaar in schorssen en werd  nieuwe eigenaar toen hij met de erfgename Rosalia Bernadina Johanna De Blaeuwe (°1816 +1873) trouwde. Zij hadden één zoon Gustaaf Sioen die oorspronkelijk niet trouwde en daardoor geen nazaten achterliet.  
Leonie Strubbe,  afkomstig uit Koolkerke, trouwde in 1899 op 46-jarige leeftijd met de 61-jarige Gustaaf Sioen met wie zij reeds geruime tijd samenwoonde in de Gouden-Handstraat, de hoofdverblijfplaats van de opeenvolgende families in Brugge. Een nichtje Marie-Louise Strubbe (°1879 +1973) erfde het patrimonium en trouwde op haar beurt met Ludovicus Adolphus Denys (°1857 +1937), hoofdingenieur van den staatsijzerenweg. Zo kwam dit landgoed aan de familie Denys die het anno 2024 nog steeds in bezit heeft. 

## Bouwgeschiedenis
Het landgoed wordt ook op de Ferrariskaarten (1770-1778) weergegeven. Er ontstond een U-vormig gebouw, dat in 1857 door de toenmalige eigenaar werd uitgebreid. Deze uitbreiding werd in  1974 afgebroken. In 1988 werd het landhuis verbouwd en lichtjes uitgebreid. Tegenwoordig is het in gebruik als restaurant (met tuin als locatie voor zomerbar). Het complex ligt binnen een rechthoekige omwalling.
- Inventaris Onroerend Erfgoed
- Daniel VANHULLE, Het kasteel Hulstloo en zijn 250 jaar geschiedenis, Jaarboek Bos en Beverveld, jaargang 2020